# Герчиков, Владимир Исакович
Влади́мир Иса́кович Ге́рчиков (24 мая 1938, Москва — 20 июня 2007, Москва) — российский социолог, доктор социологических наук, профессор, сертифицированный консультант по управлению (CMC). Один из основателей отечественной промышленной социологии и отечественной научно-практической школы управления персоналом. Автор концепции человеческого фактора производства и типологической модели трудовой мотивации.

## Ранние годы
Родился в Москве в 1938 году. В 1955 году окончил школу с золотой медалью, поступал на физфак МГУ и Физтеха, но не был принят из-за своей национальности — в те времена существовала квота на приём евреев, особенно в престижные вузы. Впоследствии он несколько раз сдавал вступительные экзамены по математике за своих товарищей, чтобы удостовериться в своих способностях. Каждый раз экзамен проходил на «отлично».
В 1960 году окончил Московский станкоинструментальный институт по специальности «Машины и технология литейного производства» и распределился на работу в специальное конструкторское бюро завода «Сиблитмаш» в Новосибирске, где проработал в общей сложности 7 лет и быстро прошёл путь от молодого инженера до заместителя главного конструктора.

## Путь в социологию
«Как не раз говорил сам Владимир Исакович, в социологию его привели собственные жизненные неудачи, разносторонние увлечения и рано проявившееся обостренное чувство социальной справедливости».
Работая в конструкторском бюро, Герчиков активно занимался общественной деятельностью (основал книжный клуб для рабочих завода, организовывал лыжные пробеги по области и т. п.) и был избран секретарём по идеологии райкома комсомола. Однако продержался в этой должности всего несколько месяцев, так как был принципиально не согласен с бюрократическим формальным подходом к деятельности комсомола.
Спустя некоторое время, в 1967 году, из комсомола он был всё же исключён — за публикацию в заводском литературном журнале «Начало» отрывка из его поэмы «Верящим…», в котором Герчиков утверждал, что славы достойны не только признанные герои вроде Гагарина, но и простые работяги, своим трудом сделавшие возможным его подвиг. Журнал был признан обкомом партии антисоветским и после громких разбирательств закрыт, по Герчикову, в числе прочих авторов, было принято решение об исключении из ВЛКСМ и переводе на рядовую работу «как политически незрелого и не соответствующего занимаемой должности».
Благодаря тогдашнему начальнику конструкторского бюро Р. И. Попову на перевоспитание Герчиков отправлен не был, однако защитить написанную к тому времени диссертацию на соискание учёной степени кандидата технических наук не смог: не нашлось ни Учёного совета, ни ведущей организации, согласных дать рекомендацию на защиту такому соискателю — еврею, исключённому из ВЛКСМ. На этом техническая наука перестала быть для Герчикова средством самовыражения.
Для написания диссертации Герчиков учился на вечернем отделении мехмата Новосибирского государственного университета, где окунулся в атмосферу свободомыслия (и неизбежного инакомыслия) бурно развивавшегося тогда новосибирского Академгородка. Как раз в это время, в 1968 г., директор Института экономики и организации промышленного производства СО АН СССР А. Г. Аганбегян образовал в институте отдел социальных проблем промышленного производства. Так как промышленное производство Герчиков знал, а социальные проблемы его весьма интересовали, он устроился в отдел лаборантом. С этого начался путь В. И. Герчикова в социологии.
До 1971 г. Герчиков проработал в отделе социальных проблем ИЭиОПП и вернулся туда спустя 10 лет.
С 1971 по 1981 гг. он работал в Отраслевом Центре научной организации труда и управления (НОТиУ) при Пермском телефонном заводе — там была создана одна из первых на советских предприятиях служб управления персоналом.
В 1976 г. защитил кандидатскую диссертацию по специальности «Экономика труда», в 1997 г. — докторскую диссертацию по специальности «Общая социология» (тема: «От социального планирования к управлению персоналом: развитие прикладной промышленной социологии в России»).
С 1982 по 2001 гг. работал в Новосибирском государственном университете, на факультете экономической кибернетики, с 1989 г. — на открывшейся там кафедре общей социологии, где в 2001 г. ему было присвоено ученое звание профессора.
В 2001 году переехал в Москву и до своей смерти в 2007-м работал профессором на кафедре управления человеческими ресурсами, факультет менеджмента Государственного университета «Высшая школа экономики» (теперь НИУ ВШЭ).
В 2006 г. прошёл сертификацию по международному (амстердамскому) стандарту ICMCI (International Council of Management Consulting Institutes) и получил звание CMC (Certified Management Consultant).

## Область научных интересов
Область научных интересов Герчикова В. И. — методология социологических исследований, теория и практика управления человеческими ресурсами, мотивация и стимулирование труда.
Герчиков — автор типологической модели трудовой мотивации и теста Motype для определения структуры трудовой мотивации персонала, методики измерения социологических шкал количественных признаков, в том числе дохода и заработной платы.
Владимир Исакович состоял членом исследовательских комитетов RC-10 «Participation and Organizational Democracy» и RC-30 «Sociology of Work» Международной социологической ассоциации, был сопредседателем исследовательского комитета «Социология труда и промышленности» Российской социологической ассоциации. Участвовал в десятках международных и всероссийских конференций и симпозиумов, с научными и образовательными целями неоднократно бывал за рубежом: в Болгарии, Индии, Шри Ланке, Монголии, Испании, Великобритании, Германии, Швеции, Венгрии, Нидерландах, Дании, Канаде, США, Кипре. Руководил учебными программами по управлению персоналом, организованными ИЭиОПП СО РАН совместно с Canterbury Business School, а также возглавлял национальный исследовательский коллектив международного исследовательского проекта «Трудовые отношения в переходном периоде: приватизация и структурные изменения» (1992—1995 гг.).
Герчиков В. И. неоднократно получал гранты Российского фонда фундаментальных исследований, Российского гуманитарного научного фонда, английского фонда «Know How», «Фонда Сороса» и других фондов.

## Консультационная деятельность
Герчиков В. И. был одним из ведущих специалистов в области теории и практики мотивации и стимулирования труда, организации внутрифирменного управления и взаимодействия подразделений, развития кадровых служб в организациях различного типа и профиля. Он один из первых в России сертифицированных по международным стандартам консультантов по управлению (сертификат СМС № 004 по стандарту ICMCI). Также были успешно реализованы многочисленные проекты в сфере построения служб управления персоналом и разработки систем мотивации и оплаты труда различных отечественных предприятий.
Последние годы своей жизни Герчиков работал старшим консультантом Группы компаний «Топ-Менеджмент Консалт».

## Наследие
Наиболее известным вкладом Герчикова в российскую практику управления персоналом является разработанная им типологическая модель мотивации. Авторские права на реализующий её тест Motype принадлежат группе компаний «Топ-Менеджмент-Консалт».
Как вспоминает жена Владимира Исаковича, Вера Васильевна Герчикова: 

«В. И. был талантливым педагогом. Он любил преподавательскую работу и любил своих „курсовиков“, дипломников, магистрантов и аспирантов, готов был работать „до упора“ с теми из них, кто был настроен учиться серьёзно. Со многими из своих выпускников он общался долгие годы после окончания учёбы».
 Некоторым из этих выпускников довелось не только продолжить с Герчиковым личное общение, но и поучаствовать с ним в совместных исследованиях и консалтинговых проектах. В частности, бывший дипломник Владимира Исаковича, ныне кандидат социологических наук А. В. Ребров ведет работу по развитию его концепции трудовой мотивации.
Посмертно в 2008 году вышла книга Герчикова — учебное пособие «Управление персоналом: работник — самый эффективный ресурс компании». Его последняя книга «Мотивация — это как?», обобщающая все его разработки и исследования в сфере мотивации за последние годы, так и не была издана.
В НИУ ВШЭ на кафедре управления человеческими ресурсами, где он работал последние годы, существует именная аудитория В. И. Герчикова.

## Публикации
Автор свыше 230 научных печатных работ, из них 19 на иностранных языках. Среди них:
- Управление персоналом: работник — самый эффективный ресурс компании. Учеб. пособие. ИНФРА — М., 2007, 282с.
- Функции и структура службы управления человеческими ресурсами. Учеб. пособие / Изд. 8-е, доп. и перераб. М.: ГУ ВШЭ, 2006. — 163 с.
- Трудовая мотивация: содержание, диагностика, управление // Управление человеческими ресурсами: менеджмент и консультирование / Под ред. В. В. Щербины. М.: Независимый институт гражданского общества, 2004, с. 212—230.
- Миссия организации и особенности политики управления персоналом // ЭКО. 2000. № 8, с.43-57 (недоступная ссылка)
- Штрихи к портрету женщин-менеджеров // Социологические исследования, 2000, № 11, с. 36-44. (соавтор Е. С. Гвоздева)
- Трансляция управленческих инноваций в практику работы российских бизнес-организаций // Особенности управления предприятием в кризисных условиях / Под ред. В. Д. Речина, Л. А. Сергеевой. Новосибирск: ИЭиОПП СО РАН, 1999.
- Внутрифирменное социальное партнёрство как эффективное средство ведения бизнеса // Работодатель, государственная служба занятости — партнеры на рынке труда: проблемы и решения. Тез. науч.-практ. конф. Новосибирск: НГАЭиУ, 1999.
- Восприятие западных управленческих инноваций российским бизнесом // ЭКО. 1999. № 10.
- Типологическая концепция трудовой мотивации (часть 1) // Мотивация и оплата труда. 2005. № 2, с. 53-62
- Типологическая концепция трудовой мотивации (часть 2) // Мотивация и оплата труда. 2005. № 3, с. 2-6
- Сколько нужно платить работнику // Мотивация и оплата труда. 2005. № 2, с. 29-38.
- Нематериальное стимулирование персонала // Мотивация и оплата труда. 2005. № 1, с. 2-10.
- Роль оклада в формировании заработка работника // Управление человеческими ресурсами: менеджмент и консультирование / Под ред. В. В. Щербины. М.: Независимый институт гражданского общества, 2004, с. 325—332.
- Собственник и наемный менеджмент: функциональный конфликт и пути его разрешения // Взаимоотношения владельцев компании и топ-менеджмента: правила игры, риски, перспективы. Материалы конференции. М.: 2001, с.32-33.
- Студенческая занятость в постсоветской России (Phenomenon of Employed University Student in Postsoviet Russia), 1998
- Женский менеджмент в российском бизнесе // ЭКО. 1997. № 11 (соавтор Е.Гвоздева).
- Управление персоналом в российском малом бизнесе // ЭКО. 1996. № 12 (соавтор Н.Бескровная).
- Управление персоналом в бизнес-организациях. Программа курса лекций и семинаров для слушателей бизнес-школ и факультетов. Новосибирск: НГУ, 1996.
- Индивидуальные трудовые контракты: размышления над опытом германских фирм и его применением в России // ЭКО. 1995.№ 3.
- Собственность и трудовые отношения: варианты трансформации. Сборник кейсов // Новосибирск: ИЭиОПП СО РАН, 1995
- Russia // Labour relations & political change in Easten Europe: A comparative prospective / Edited by J.Thirkell, R.Scase,S.Vickerstaff. London: UCL Press Ltd. 1995.
- Собственность и трудовые отношения: варианты трансформации. Сборник кейсов / Под ред. В.Герчикова и М.Кошман. Новосибирск: ИЭиОПП, 1995.
- Люмпенизация работника — тормоз на пути перехода к рынку: постановка проблемы // Социология труда в новых условиях. Самара: Изд-во Самарск. ун-та,1993
- Business Democracy: Work Collective Councils and Trade Unions // Labour Relations in Transition in Easten Europe / Ed.Gyorgy Szell. Berlin, New York, de Gruyter, 1992.
- Демократизация управления и формы собственности // Социологические исследования, 1992. № 1
- Управленческая команда и мотивация работников. Новосибирск: ИЭиОПП, 1992 (соавтор А.Колобов).
- Противостояние руководителей и коллективов промышленных предприятий: степень, проявления, причины, пути преодоления. Новосибирск: ИЭиОПП, 1990 (соавтор В.Григорьев).
- Служба социального развития предприятия: Практическое пособие. М.: Наука, 1989 (соавторы А. И. Кравченко, Н. В. Крылова и др.).
- Sluzby sociologiczne w przemysle ZSRR (на польск.яз.) // Humanizacija pracy. Warszawa: Instytut filozofii I socjologii, 1986. № 3.